# La Mata de Pinyana
La Mata de Pinyana és un barri d'Alguaire, a la vora del Canal de Pinyana. L'any 2005 tenia 110 habitants.
Antigament, hi havia una colònia tèxtil cotonaire, tancada al 1979. Diferents elements de la colònia estan inclosos en l'Inventari del Patrimoni Arquitectònic de Catalunya.

## La Fàbrica
La fàbrica de teixits és típica de principis del segle xx, feta d'obra vista tot remarcant els elements estructurals. La xemeneia es troba en bon estat.

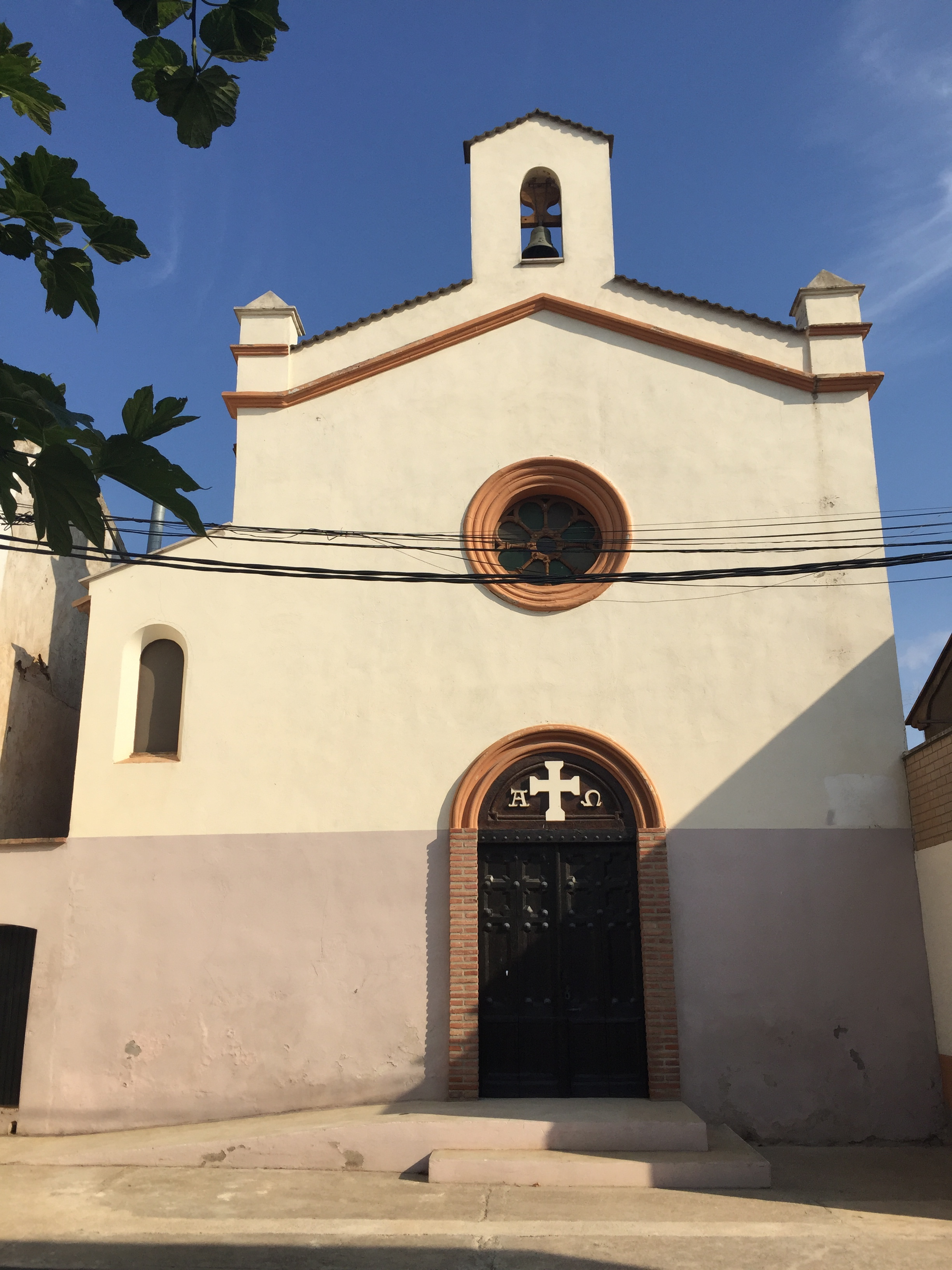
Sant Pere

## Església de Sant Pere
L'ermita és construïda entre mitgeres, amb elements estructurals de maó, tot seguint l'estètica de la resta de les construccions d'aquest nucli. La coberta és de teula àrab i les parets de toves. A la façana hi consta la data 1903.

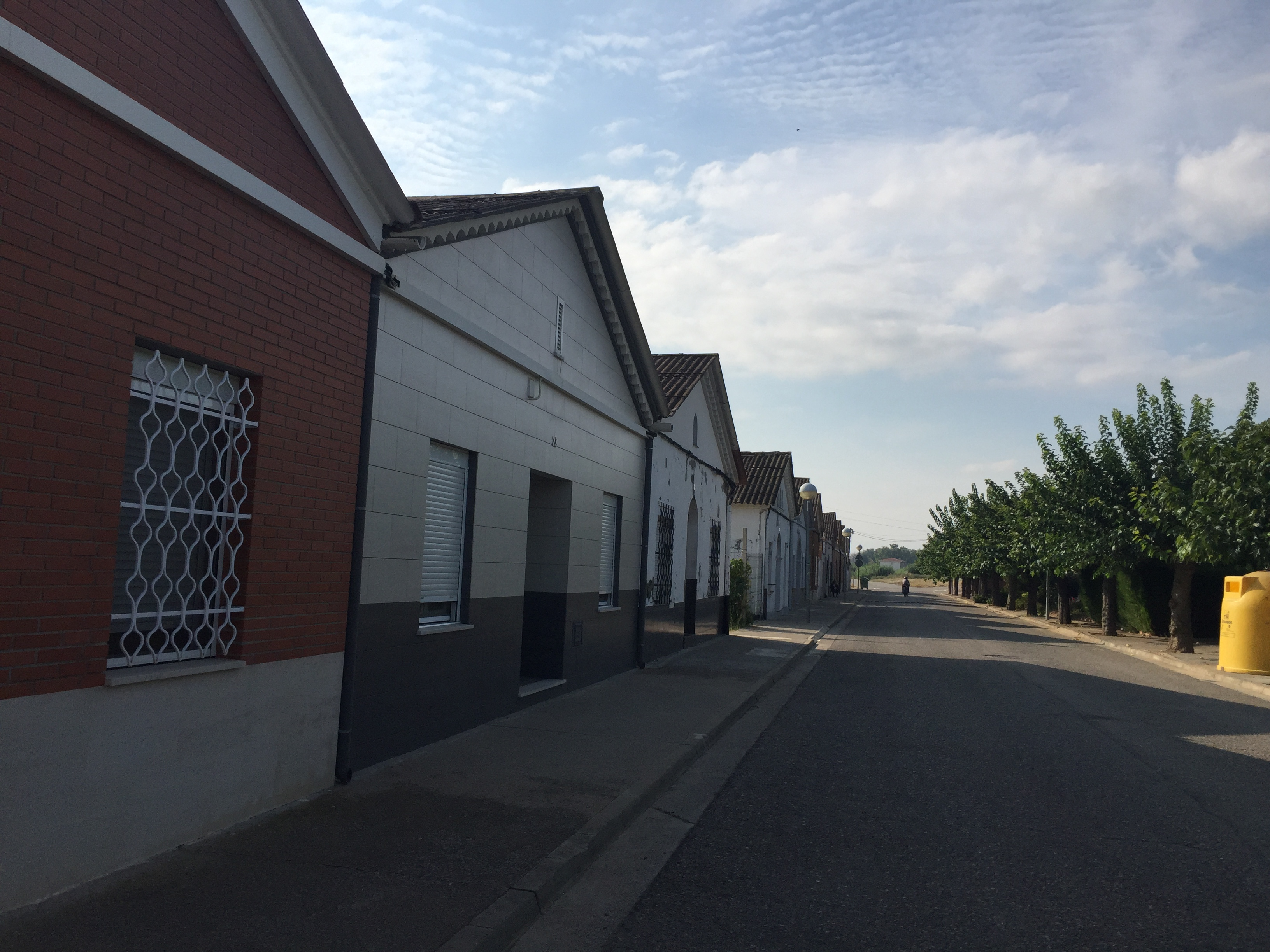
Habitatges

## Habitatges
Els habitatges unifamiliars són entre mitgeres que suposen una implantació urbana aliena al lloc de construcció. Edificades sota els mínims que les entitats de principis de segle es fixaven, participen d'una estètica popular andalusa.